# Vallcàrquera
|  | Per a altres significats, vegeu «Vallcàrquera (Sant Llorenç Savall)». |

Vallcàrquera és un poble del municipi del Figaró-Montmany (Vallès Oriental). El seu antic terme comprenia la vall baixa de la riera de Vallcàrquera, afluent per l'esquerra, del riu Congost que neix al Tagamanent i s'uneix al riu Congost a prop del Figueró. La seva antiga església parroquial és l'església romànica de Sant Pere de Vallcàrquera. El terme inclou la masia de la Rectoria de Vallcàrquera del segle xviii.